# Чемпіонат України з футболу 2009—2010: Прем'єр-ліга (склади команд)
У складах клубів подано гравців, які провели щонайменше 1 гру в Прем'єр-лізі сезону 2009/10. Прізвища, імена та по батькові футболістів подані згідно з офіційним сайтом ФФУ.

## «Арсенал» (Київ)
Головні тренери: Олександр Заваров (2009), В'ячеслав Грозний (2010), Юрій Бакалов (2010), Василь Євсєєв (2010)
| №            | Футболіст                        | Дата народження   | Країна                           | Ігри     | Голи     |
| Воротарі     | Воротарі                         | Воротарі          | Воротарі                         | Воротарі | Воротарі |
| ------------ | -------------------------------- | ----------------- | -------------------------------- | -------- | -------- |
| 23           | Погорілий Сергій Петрович        | 28 липня 1986     | Україна                          | 2        | 0п       |
| 1            | Рева Віталій Григорович          | 19 листопада 1974 | Україна                          | 28       | 41п      |
| Захисники    |                                  |                   |                                  |          |          |
| 16           | Євсєєв Євген Васильович          | 16 квітня 1987    | Україна                          | 21       | 2        |
| 29           | Єщенко Андрій Олегович           | 9 лютого 1984     | Росія                            | 26       | 1        |
| 3            | Ільницький Тарас Іванович        | 4 березня 1983    | Україна                          | 2        | 0        |
| 27           | Дідик Ігор Миколайович           | 2 січня 1990      | Україна                          | 1        | 0        |
| 15           | Літовченко Сергій Вікторович     | 30 січня 1979     | Україна                          | 3        | 0        |
| 39           | Матюхін Сергій Володимирович     | 21 березня 1980   | Україна                          | 13       | 0        |
| 21           | Романчук Олександр Володимирович | 21 жовтня 1984    | Україна                          | 11       | 0        |
| 33           | Хомин Андрій Михайлович          | 2 січня 1982      | Україна                          | 25       | 3        |
| 5            | Шершун Богдан Миколайович        | 14 травня 1981    | Україна                          | 23       | 0        |
| 6            | Шоава Флорін                     | 24 липня 1978     | Румунія                          | 13       | 2        |
| Півзахисники |                                  |                   |                                  |          |          |
| 20           | Біто Сендлей Сідней              | 20 липня 1983     | Нідерландські Антильські острови | 2        | 0        |
| 17           | Богданов Андрій Євгенович        | 21 січня 1990     | Україна                          | 12       | 1        |
| 35           | Грицай Олександр Анатолійович    | 30 вересня 1977   | Україна                          | 27       | 1        |
| 8            | Гусєв Ролан Олександрович        | 17 вересня 1977   | Росія                            | 17       | 1        |
| 18           | Данілав Аляксандр Анатольєвіч    | 10 вересня 1980   | Білорусь                         | 24       | 0        |
| 24           | Ессола Чамба Пауль Ерве          | 13 грудня 1981    | Франція                          | 1        | 0        |
| 11           | Дос Сантос Сільва Жоземар        | 18 жовтня 1980    | Бразилія                         | 18       | 2        |
| 88           | Заваров Валерій Олександрович    | 16 серпня 1988    | Україна                          | 6        | 0        |
| 9            | Закарлюка Сергій Володимирович   | 17 серпня 1976    | Україна                          | 18       | 4        |
| 14           | Захаревич Ярослав Олегович       | 24 вересня 1989   | Україна                          | 7        | 0        |
| 28           | Коркішко Дмитро Юрійович         | 4 травня 1990     | Україна                          | 3        | 1        |
| 13           | Міколюнас Саулюс                 | 2 травня 1984     | Литва                            | 20       | 3        |
| 50           | Мепорія Іка Гурамович            | 26 січня 1989     | Україна                          | 1        | 0        |
| 4            | Симоненко Сергій Юрійович        | 12 червня 1981    | Україна                          | 16       | 0        |
| 2            | Старгородський Артем Сергійович  | 17 січня 1982     | Україна                          | 4        | 0        |
| 46           | Черненко Руслан Сергійович       | 29 вересня 1992   | Україна                          | 1        | 0        |
| 30           | Шахов Євген Євгенович            | 30 листопада 1990 | Україна                          | 3        | 1        |
| Нападники    |                                  |                   |                                  |          |          |
| 10           | Воробей Андрій Олексійович       | 29 листопада 1978 | Україна                          | 23       | 9        |
| 19           | Джакобія Лаша                    | 20 серпня 1980    | Грузія                           | 3        | 0        |
| 7            | Іонуц Мазілу                     | 9 лютого 1982     | Румунія                          | 25       | 9        |
| 15           | Шацьких Максим Олександрович     | 30 серпня 1978    | Узбекистан                       | 13       | 4        |

## «Ворскла» (Полтава)
Головний тренер: Микола Павлов
| №            | Футболіст                       | Дата народження   | Країна             | Ігри     | Голи     |
| Воротарі     | Воротарі                        | Воротарі          | Воротарі           | Воротарі | Воротарі |
| ------------ | ------------------------------- | ----------------- | ------------------ | -------- | -------- |
| 12           | Величко Сергій Миколайович      | 9 серпня 1976     | Україна            | 9        | 12п      |
| 1            | Долганський Сергій Миколайович  | 15 вересня 1974   | Україна            | 21       | 20п      |
| Захисники    |                                 |                   |                    |          |          |
| 44           | Вовкодав Сергій Васильович      | 2 липня 1988      | Україна            | 1        | 0        |
| 4            | Даллку Арменд                   | 16 червня 1983    | Албанія            | 29       | 0        |
| 2            | Матвєєв Олександр Ігорович      | 11 лютого 1989    | Україна            | 16       | 2        |
| 25           | Медведєв Геннадій Миколайович   | 7 лютого 1975     | Україна            | 23       | 0        |
| 20           | Цуррі Дебатік                   | 28 грудня 1983    | Албанія            | 26       | 3        |
| 48           | Чеснаков Володимир Геннадійович | 12 листопада 1988 | Україна            | 28       | 2        |
| 37           | Ярмаш Григорій Петрович         | 4 січня 1985      | Україна            | 24       | 1        |
| Півзахисники |                                 |                   |                    |          |          |
| 70           | Єсін Дмитро Олександрович       | 15 квітня 1980    | Україна            | 25       | 1        |
| 9            | Безус Роман Анатолійович        | 26 вересня 1990   | Україна            | 20       | 3        |
| 19           | Громов Артем Ігорович           | 14 січня 1990     | Україна            | 6        | 0        |
| 3            | Філіп Деспотовський             | 18 листопада 1982 | Північна Македонія | 14       | 1        |
| 5            | Краснопьоров Олег Володимирович | 25 липня 1980     | Україна            | 23       | 0        |
| 8            | Кулаков Денис Єрмилович         | 1 травня 1986     | Україна            | 29       | 3        |
| 7            | Маркоскі Йован                  | 23 червня 1980    | Сербія             | 30       | 7        |
| 14           | Оніка Олександру                | 29 липня 1984     | Молдова            | 4        | 0        |
| Нападники    |                                 |                   |                    |          |          |
| 11           | Главіна Деніс                   | 3 березня 1986    | Хорватія           | 2        | 0        |
| 17           | Сачко Василь Вікторович         | 3 травня 1975     | Україна            | 23       | 2        |
| 22           | Тимченко Ігор Вікторович        | 16 січня 1986     | Україна            | 5        | 0        |
| 18           | Чичиков Олексій Григорович      | 30 вересня 1987   | Україна            | 21       | 1        |
| 27           | Янузі Ахмед                     | 8 липня 1988      | Албанія            | 24       | 2        |

## «Динамо» (Київ)
Головний тренер: Валерій Газзаєв
| №            | Футболіст                           | Дата народження   | Країна    | Ігри     | Голи     |
| Воротарі     | Воротарі                            | Воротарі          | Воротарі  | Воротарі | Воротарі |
| ------------ | ----------------------------------- | ----------------- | --------- | -------- | -------- |
| 31           | Богуш Станіслав Олександрович       | 25 жовтня 1983    | Україна   | 5        | 3п       |
| 71           | Бойко Денис Олександрович           | 29 січня 1988     | Україна   | 1        | 0п       |
| 1            | Шовковський Олександр Володимирович | 2 січня 1975      | Україна   | 24       | 13п      |
| Захисники    |                                     |                   |           |          |          |
| 3            | Амансіо Еберт Вілліан               | 11 листопада 1983 | Бразилія  | 20       | 0        |
| 15           | Діакат Папа Маліку                  | 21 червня 1984    | Франція   | 2        | 0        |
| 2            | Да Сільва Даніло Апаресідо          | 24 листопада 1986 | Бразилія  | 13       | 1        |
| 30           | Ель Каддурі Бадр                    | 31 січня 1981     | Марокко   | 8        | 0        |
| 44           | Алмейда да Сільва Леандро           | 14 березня 1987   | Бразилія  | 22       | 0        |
| 29           | Мандзюк Віталій Васильович          | 24 січня 1986     | Україна   | 2        | 0        |
| 26           | Несмачний Андрій Миколайович        | 28 лютого 1979    | Україна   | 13       | 0        |
| 34           | Хачеріді Євген Григорович           | 28 липня 1987     | Україна   | 18       | 0        |
| Півзахисники |                                     |                   |           |          |          |
| 11           | Єременко Роман                      | 19 березня 1987   | Фінляндія | 26       | 1        |
| 8            | Алієв Олександр Олександрович       | 3 лютого 1985     | Україна   | 3        | 0        |
| 5            | Вукоєвіч Огнєн                      | 20 грудня 1983    | Хорватія  | 28       | 2        |
| 4            | Гіоане Тіберіу                      | 18 червня 1981    | Румунія   | 20       | 4        |
| 19           | Гармаш Денис Вікторович             | 19 квітня 1980    | Україна   | 4        | 0        |
| 20           | Гусєв Олег Анатолійович             | 25 квітня 1983    | Україна   | 16       | 5        |
| 21           | Де Ліма Герсон Аленкор Жуніо        | 13 червня 1985    | Бразилія  | 21       | 3        |
| 49           | Зозуля Роман Вячеславович           | 17 листопада 1989 | Україна   | 11       | 2        |
| 45           | Калітвінцев Владислав Юрійович      | 4 січня 1993      | Україна   | 1        | 0        |
| 7            | Корреа Карлос Родріго               | 29 грудня 1980    | Бразилія  | 3        | 2        |
| 14           | Кравченко Сергій Сергійович         | 24 квітня 1983    | Україна   | 3        | 1        |
| 17           | Михалик Тарас Володимирович         | 28 жовтня 1983    | Україна   | 21       | 1        |
| 36           | Нінковіч Мілош                      | 25 грудня 1984    | Сербія    | 26       | 4        |
| 8            | Петров Кирило Валентинович          | 22 червня 1990    | Україна   | 1        | 0        |
| 25           | Юссуф Атанда Аїла                   | 4 листопада 1984  | Нігерія   | 16       | 1        |
| Нападники    |                                     |                   |           |          |          |
| 77           | Гільєрмі Мільомен Гусмау            | 22 жовтня 1988    | Бразилія  | 4        | 1        |
| 22           | Кравець Артем Анатолійович          | 3 червня 1989     | Україна   | 9        | 1        |
| 10           | Мілевський Артем Володимирович      | 12 січня 1985     | Україна   | 27       | 17       |
| 7            | Шевченко Андрій Миколайович         | 29 вересня 1976   | Україна   | 21       | 7        |
| 9            | Ярмоленко Андрій Миколайович        | 23 жовтня 1989    | Україна   | 28       | 7        |

## «Дніпро» (Дніпропетровськ)
Головний тренер: Володимир Безсонов
| №            | Футболіст                            | Дата народження   | Країна     | Ігри     | Голи     |
| Воротарі     | Воротарі                             | Воротарі          | Воротарі   | Воротарі | Воротарі |
| ------------ | ------------------------------------ | ----------------- | ---------- | -------- | -------- |
| 12           | Боровик Євген Анатолійович           | 2 березня 1985    | Україна    | 13       | 11п      |
| 27           | Лаштувка Ян                          | 7 липня 1982      | Чехія      | 17       | 14п      |
| Захисники    |                                      |                   |            |          |          |
| 21           | Мендес де Арауйо Алв Алсідес Едуардо | 13 березня 1985   | Бразилія   | 5        | 0        |
| 19           | Денисов Віталій Генадійович          | 23 лютого 1987    | Узбекистан | 28       | 0        |
| 44           | Лисицький Віталій Сергійович         | 16 квітня 1982    | Україна    | 7        | 0        |
| 3            | Лобжанідзе Уча                       | 23 лютого 1987    | Грузія     | 9        | 0        |
| 5            | Мандзюк Віталій Васильович           | 24 січня 1986     | Україна    | 7        | 0        |
| 24           | Пашаєв Павло Вагіфович               | 4 січня 1988      | Україна    | 22       | 0        |
| 16           | Русол Андрій Анатолійович            | 16 січня 1983     | Україна    | 23       | 2        |
| 14           | Чеберячко Євген Олександрович        | 19 червня 1983    | Україна    | 28       | 0        |
| Півзахисники |                                      |                   |            |          |          |
| 15           | Ессола Чамба Пауль Ерве              | 13 грудня 1981    | Франція    | 4        | 0        |
| 26           | Калиниченко Максим Сергійович        | 26 січня 1979     | Україна    | 29       | 8        |
| 4            | Кравченко Сергій Сергійович          | 24 квітня 1983    | Україна    | 10       | 1        |
| 88           | Льопа Дмитро Сергійович              | 23 листопада 1988 | Україна    | 2        | 0        |
| 28           | Назаренко Сергій Юрійович            | 16 лютого 1980    | Україна    | 28       | 5        |
| 29           | Ротань Руслан Петрович               | 29 жовтня 1981    | Україна    | 26       | 3        |
| 18           | Феррейра Осмар Даніель               | 9 січня 1983      | Аргентина  | 24       | 4        |
| 25           | Холек Маріо                          | 28 жовтня 1986    | Чехія      | 20       | 0        |
| 30           | Шахов Євген Євгенович                | 30 листопада 1990 | Україна    | 5        | 0        |
| Нападники    |                                      |                   |            |          |          |
| 7            | Бєлік Олексій Григорович             | 15 лютого 1981    | Україна    | 7        | 0        |
| 9            | Гоменюк Володимир Михайлович         | 19 липня 1985     | Україна    | 24       | 5        |
| 17           | Каверін Віталій Вікторович           | 4 вересня 1990    | Україна    | 1        | 0        |
| 99           | Кастільо Нері Альберто               | 13 червня 1984    | Мексика    | 3        | 0        |
| 42           | Коноплянка Євген Олегович            | 29 вересня 1989   | Україна    | 22       | 4        |
| 10           | Самодін Сергій Олександрович         | 14 лютого 1985    | Росія      | 10       | 2        |
| 11           | Селезньов Євген Олександрович        | 20 липня 1985     | Україна    | 27       | 13       |

## «Закарпаття» (Ужгород)
Головний тренер: Ігор Гамула
| №            | Футболіст                          | Дата народження   | Країна                           | Ігри     | Голи     |
| Воротарі     | Воротарі                           | Воротарі          | Воротарі                         | Воротарі | Воротарі |
| ------------ | ---------------------------------- | ----------------- | -------------------------------- | -------- | -------- |
| 33           | Бабенко Дмитро Олегович            | 28 червня 1978    | Україна                          | 23       | 30п      |
| 1            | Надь Олександр Арпадович           | 2 вересня 1985    | Україна                          | 7        | 14п      |
| Захисники    |                                    |                   |                                  |          |          |
| 19           | Єсін Сергій Олександрович          | 2 квітня 1975     | Україна                          | 3        | 0        |
| 2            | Ільчишин Андрій Ярославович        | 25 жовтня 1981    | Україна                          | 1        | 0        |
| 2            | Андронік Ігор                      | 11 березня 1988   | Молдова                          | 5        | 0        |
| 13           | Бойко Андрій Борисович             | 27 квітня 1981    | Україна                          | 9        | 0        |
| 27           | Болохан Вадим                      | 15 серпня 1986    | Молдова                          | 28       | 0        |
| 18           | Браіла Володимир Леонідович        | 21 серпня 1978    | Україна                          | 17       | 1        |
| 4            | Донець Андрій Анатолійович         | 3 січня 1981      | Україна                          | 13       | 0        |
| 29           | Калініченко Віталій Леонідович     | 29 березня 1983   | Україна                          | 1        | 0        |
| 77           | Комарницький Віталій Станіславович | 2 серпня 1981     | Україна                          | 13       | 0        |
| 15           | Кучис Аурімас                      | 22 лютого 1981    | Литва                            | 5        | 0        |
| 29           | Мессіас дос Сантос Леандро         | 29 грудня 1983    | Бразилія                         | 22       | 0        |
| 5            | Малигін Олександр Володимирович    | 27 листопада 1979 | Росія                            | 10       | 0        |
| 6            | Семочко Дмитро Дмитрович           | 25 січня 1979     | Україна                          | 1        | 0        |
| 20           | Хауши Богдан                       | 29 вересня 1985   | Румунія                          | 11       | 0        |
| 3            | Чижевський Олександр Арсенійович   | 27 травня 1971    | Україна                          | 12       | 0        |
| 8            | Шендрік Антон Сергійович           | 26 травня 1986    | Україна                          | 10       | 1        |
| Півзахисники |                                    |                   |                                  |          |          |
| 22           | Іванов Олексій Володимирович       | 9 січня 1978      | Україна                          | 13       | 0        |
| 77           | Артьоменко Олександр Петрович      | 19 січня 1987     | Україна                          | 10       | 0        |
| 88           | Бурдулі Владімер                   | 26 жовтня 1980    | Грузія                           | 4        | 0        |
| 24           | Гомес Гарсія Рубен Марсело         | 26 січня 1984     | Аргентина                        | 21       | 2        |
| 99           | Зотов Олександр Сергійович         | 23 лютого 1975    | Україна                          | 8        | 0        |
| 22           | Козоріз Іван Миколайович           | 14 вересня 1979   | Україна                          | 11       | 0        |
| 4            | Лисицин Євген Анатолійович         | 16 липня 1981     | Україна                          | 7        | 1        |
| 14           | Малиш Ігор Анатолійович            | 15 липня 1983     | Україна                          | 2        | 0        |
| 6            | Платонов Валентин Вікторович       | 15 січня 1977     | Україна                          | 11       | 1        |
| 25           | Поступаленко Антон Андрійович      | 28 серпня 1988    | Україна                          | 1        | 0        |
| 7            | Райчевіч Мірко                     | 22 березня 1982   | Чорногорія                       | 12       | 0        |
| 30           | Тришович Александар                | 25 листопада 1983 | Сербія                           | 18       | 2        |
| 11           | Шопін Ігор Вікторович              | 15 червня 1978    | Україна                          | 1        | 0        |
| Нападники    |                                    |                   |                                  |          |          |
| 11           | Алексєєв Сергій Вікторович         | 31 травня 1986    | Молдова                          | 12       | 1        |
| 14           | Біто Сендлей Сідней                | 20 липня 1983     | Нідерландські Антильські острови | 5        | 0        |
| 9            | Давидов Сергій Вікторович          | 16 грудня 1984    | Україна                          | 25       | 3        |
| 21           | Коваль Андрій Анатолійович         | 6 грудня 1983     | Україна                          | 1        | 0        |
| 7            | Ксьонз Павло Сергійович            | 2 січня 1987      | Україна                          | 7        | 1        |
| 13           | Мазяр Володимир Іванович           | 28 вересня 1977   | Україна                          | 2        | 0        |
| 23           | Микуляк Владислав Степанович       | 30 серпня 1984    | Україна                          | 26       | 3        |
| 10           | Невуче Чарльз Ннаемека             | 14 березня 1985   | Нігерія                          | 17       | 0        |
| 30           | Рижих Сергій Володимирович         | 12 вересня 1979   | Україна                          | 2        | 0        |
| 21           | Ситнік Олександр Сергійович        | 7 липня 1984      | Україна                          | 4        | 0        |
| 21           | Тимченко Ігор Вікторович           | 16 січня 1986     | Україна                          | 5        | 2        |

## «Зоря» (Луганськ)
Головні тренери: Юрій Дудник (2009), Юрій Коваль (2009), Анатолій Чанцев (2010)
| №            | Футболіст                        | Дата народження   | Країна   | Ігри     | Голи     |
| Воротарі     | Воротарі                         | Воротарі          | Воротарі | Воротарі | Воротарі |
| ------------ | -------------------------------- | ----------------- | -------- | -------- | -------- |
| 33           | Комарицький Андрій Андрійович    | 2 лютого 1982     | Україна  | 2        | 1п       |
| 35           | Шуст Богдан Романович            | 4 березня 1986    | Україна  | 7        | 11п      |
| 99           | Шуховцев Ігор Вікторович         | 13 липня 1971     | Україна  | 21       | 35п      |
| Захисники    |                                  |                   |          |          |          |
| 5            | Єзерський Володимир Іванович     | 15 листопада 1976 | Україна  | 11       | 0        |
| 2            | Гаврюшов Андрій Валерійович      | 24 вересня 1977   | Україна  | 9        | 0        |
| 16           | Гринченко Андрій Вікторович      | 23 січня 1986     | Україна  | 8        | 0        |
| 5            | Дурай Тарас Богданович           | 31 липня 1984     | Україна  | 7        | 0        |
| 28           | Курілов Олексій Миколайович      | 24 квітня 1988    | Україна  | 13       | 1        |
| 52           | Малий Сергій Вікторович          | 5 червня 1990     | Україна  | 2        | 0        |
| 19           | Мелікян Єгіше Мєлікович          | 13 серпня 1979    | Вірменія | 14       | 1        |
| 38           | Омоко Оровіанор Гаррісон         | 12 грудня 1981    | Нігерія  | 16       | 0        |
| 3            | Половков Олександр Іванович      | 4 жовтня 1979     | Україна  | 1        | 0        |
| 38           | Храмцов Олексій Володимирович    | 8 листопада 1975  | Україна  | 1        | 0        |
| 10           | Цімакурідзе Гіоргі               | 10 листопада 1983 | Грузія   | 3        | 0        |
| 11           | Шевчук Сергій Миколайович        | 18 червня 1985    | Україна  | 28       | 4        |
| Півзахисники |                                  |                   |          |          |          |
| 23           | Віценець Віталій Володимирович   | 3 серпня 1990     | Україна  | 7        | 0        |
| 4            | Городов Олексій Анатолійович     | 28 серпня 1978    | Україна  | 12       | 0        |
| 14           | Джіхані Паріт                    | 18 липня 1983     | Албанія  | 22       | 2        |
| 6            | Каменюка Микита Олександрович    | 3 червня 1985     | Україна  | 28       | 1        |
| 4            | Ковальов Максим Сергійович       | 20 березня 1989   | Україна  | 9        | 0        |
| 17           | Колесниченко Сергій Геннадійович | 23 січня 1987     | Україна  | 10       | 0        |
| 22           | Мілько Вадим Іванович            | 22 серпня 1986    | Україна  | 16       | 0        |
| 37           | Огіря Владислав Леонідович       | 3 квітня 1990     | Україна  | 3        | 0        |
| 3            | Полянський Олексій Володимирович | 12 квітня 1986    | Україна  | 13       | 1        |
| 2            | Рудика Сергій Олександрович      | 14 червня 1988    | Україна  | 10       | 0        |
| 7            | Семененко Артем Андрійович       | 2 вересня 1988    | Україна  | 6        | 0        |
| 8            | Скоба Ігор Олегович              | 21 травня 1982    | Україна  | 23       | 3        |
| 40           | Ховбоша Дмитро Вікторович        | 5 лютого 1989     | Україна  | 1        | 0        |
| 10           | Чайковський Ігор Геннадійович    | 7 жовтня 1991     | Україна  | 14       | 0        |
| Нападники    |                                  |                   |          |          |          |
| 9            | Антонов Олексій Геннадійович     | 8 травня 1986     | Україна  | 15       | 0        |
| 33           | Білий Максим Іванович            | 27 квітня 1989    | Україна  | 13       | 1        |
| 77           | Волков Олександр Миколайович     | 7 лютого 1989     | Україна  | 5        | 0        |
| 9            | Картушов Єгор Олександрович      | 5 січня 1991      | Україна  | 13       | 0        |
| 49           | Кохман Андрій Володимирович      | 25 травня 1990    | Україна  | 2        | 0        |
| 27           | Лазарович Тарас Михайлович       | 22 квітня 1982    | Україна  | 29       | 7        |
| 41           | Сікорський Ігор Олександрович    | 29 липня 1988     | Україна  | 1        | 0        |
| 44           | Сілюк Сергій Володимирович       | 5 червня 1985     | Україна  | 14       | 2        |

## «Іллічівець» (Маріуполь)
Головний тренер: Ілля Близнюк
| №            | Футболіст                          | Дата народження | Країна   | Ігри     | Голи     |
| Воротарі     | Воротарі                           | Воротарі        | Воротарі | Воротарі | Воротарі |
| ------------ | ---------------------------------- | --------------- | -------- | -------- | -------- |
| 12           | Остапенко Олег Володимирович       | 27 жовтня 1977  | Україна  | 2        | 5п       |
| 1            | Романенко Всеволод Вадимович       | 24 березня 1977 | Україна  | 28       | 51п      |
| Захисники    |                                    |                 |          |          |          |
| 23           | Каваців Ярема Володимирович        | 10 лютого 1986  | Україна  | 3        | 0        |
| 4            | Мельник Вадим Васильович           | 16 травня 1980  | Україна  | 30       | 4        |
| 2            | Микицей Станіслав Ігорович         | 7 вересня 1989  | Україна  | 24       | 0        |
| 82           | Паулаускас Гедімінас               | 27 жовтня 1982  | Литва    | 7        | 0        |
| 14           | Савін Артем Сергійович             | 20 січня 1981   | Україна  | 22       | 0        |
| 3            | Самусіовас Мантас                  | 8 вересня 1978  | Литва    | 28       | 0        |
| 24           | Чучман Ігор Романович              | 15 лютого 1985  | Україна  | 28       | 0        |
| 51           | Яценко Олександр Іванович          | 24 лютого 1985  | Україна  | 12       | 0        |
| Півзахисники |                                    |                 |          |          |          |
| 6            | Бойович Дарко                      | 1 квітня 1985   | Словенія | 1        | 0        |
| 20           | Гай Антон Анатолійович             | 25 лютого 1986  | Україна  | 1        | 0        |
| 25           | Григорик Андрій В'ячеславович      | 31 березня 1988 | Україна  | 6        | 0        |
| 66           | Гудзікевич Станіслав Олександрович | 7 березня 1978  | Україна  | 1        | 0        |
| 22           | Западня Артур Володимирович        | 4 червня 1990   | Україна  | 5        | 0        |
| 33           | Кірильчик Павел Васільєвіч         | 4 січня 1981    | Білорусь | 15       | 1        |
| 17           | Кашевський Микола Миколайович      | 5 жовтня 1980   | Білорусь | 28       | 2        |
| 56           | Козоріз Іван Миколайович           | 14 вересня 1979 | Україна  | 7        | 1        |
| 84           | Лукша Вітаутас                     | 14 серпня 1984  | Литва    | 5        | 0        |
| 5            | Пуканич Адріан Миколайович         | 22 червня 1983  | Україна  | 27       | 3        |
| 19           | Тищенко Ігор Сергійович            | 11 травня 1989  | Україна  | 27       | 4        |
| 13           | Чорній Артем Олександрович         | 23 жовтня 1989  | Україна  | 2        | 0        |
| 40           | Шмаков Євген Вікторович            | 7 червня 1985   | Україна  | 3        | 0        |
| 9            | Ярошенко Костянтин Юрійович        | 12 вересня 1986 | Україна  | 29       | 6        |
| Нападники    |                                    |                 |          |          |          |
| 8            | Воробей Дмитро Сергійович          | 10 травня 1985  | Україна  | 2        | 0        |
| 55           | Габедава Гіоргі                    | 3 жовтня 1989   | Грузія   | 13       | 1        |
| 27           | Кас'ян Олександр Юрійович          | 27 січня 1989   | Україна  | 26       | 5        |
| 11           | Кривошеєнко Іван Васильович        | 11 травня 1984  | Україна  | 26       | 1        |
| 28           | Ліма де Моура Северіно             | 17 травня 1986  | Бразилія | 4        | 1        |

## «Карпати» (Львів)
Головний тренер: Олег Кононов
| №            | Футболіст                         | Дата народження   | Країна             | Ігри     | Голи     |
| Воротарі     | Воротарі                          | Воротарі          | Воротарі           | Воротарі | Воротарі |
| ------------ | --------------------------------- | ----------------- | ------------------ | -------- | -------- |
| 1            | Мартищук Юрій Васильович          | 22 квітня 1986    | Україна            | 1        | 1п       |
| 22           | Тлумак Андрій Богданович          | 7 березня 1979    | Україна            | 29       | 34п      |
| Захисники    |                                   |                   |                    |          |          |
| 27           | Гурський Андрій Петрович          | 30 серпня 1988    | Україна            | 1        | 0        |
| 4            | Мілошевіч Іван                    | 3 листопада 1984  | Сербія             | 26       | 0        |
| 8            | Ощипко Ігор Дмитрович             | 25 жовтня 1985    | Україна            | 24       | 6        |
| 15           | Петрівський Тарас Степанович      | 3 лютого 1984     | Україна            | 14       | 0        |
| 33           | Тарасенко Євген Володимирович     | 3 березня 1983    | Україна            | 13       | 0        |
| 5            | Тубіч Неманья                     | 8 квітня 1984     | Сербія             | 23       | 1        |
| Півзахисники |                                   |                   |                    |          |          |
| 28           | Бідловський Володимир Зіновійович | 31 травня 1988    | Україна            | 2        | 0        |
| 7            | Годвін Самсон                     | 11 листопада 1983 | Нігерія            | 21       | 0        |
| 17           | Голодюк Олег Юрійович             | 2 січня 1988      | Україна            | 21       | 3        |
| 10           | Гурулі Александер                 | 9 листопада 1985  | Грузія             | 25       | 0        |
| 13           | Кашчелан Младен                   | 13 лютого 1983    | Чорногорія         | 3        | 0        |
| 18           | Кополовець Михайло Михайлович     | 29 січня 1984     | Україна            | 19       | 0        |
| 14           | Лазаревскі Владе                  | 9 червня 1983     | Північна Македонія | 2        | 0        |
| 30           | Мартинюк Ярослав Петрович         | 20 лютого 1989    | Україна            | 7        | 0        |
| 25           | Ткачук Андрій Миколайович         | 18 листопада 1987 | Україна            | 28       | 2        |
| 44           | Федецький Артем Андрійович        | 26 квітня 1985    | Україна            | 28       | 7        |
| 16           | Худоб'як Ігор Ярославович         | 20 лютого 1985    | Україна            | 30       | 5        |
| Нападники    |                                   |                   |                    |          |          |
| 80           | Роша Батіста Вільям               | 27 липня 1980     | Бразилія           | 26       | 8        |
| 24           | Габовда Юрій Вікторович           | 6 травня 1989     | Україна            | 3        | 0        |
| 36           | Гудима Володимир Ярославович      | 20 липня 1990     | Україна            | 1        | 0        |
| 11           | Зеньов Сергей                     | 20 квітня 1989    | Естонія            | 25       | 3        |
| 9            | Кожанов Денис Станіславович       | 13 червня 1987    | Україна            | 29       | 4        |
| 79           | Кузнецов Сергій Сергійович        | 31 серпня 1982    | Україна            | 16       | 5        |
| 35           | Фурта Юрій Ярославович            | 31 травня 1988    | Україна            | 1        | 0        |

## «Кривбас» (Кривий Ріг)
Головні тренери: Олег Таран (2009), Олександр Трошкін (2010), Юрій Максимов (2010)
| №            | Футболіст                          | Дата народження   | Країна   | Ігри     | Голи     |
| Воротарі     | Воротарі                           | Воротарі          | Воротарі | Воротарі | Воротарі |
| ------------ | ---------------------------------- | ----------------- | -------- | -------- | -------- |
| 32           | Каніболоцький Антон Олегович       | 16 травня 1988    | Україна  | 13       | 14п      |
| 32           | Кернозенко Вячеслав Сергійович     | 4 червня 1976     | Україна  | 5        | 9п       |
| 1            | Федоренко Андрій Степанович        | 9 січня 1984      | Україна  | 3        | 7п       |
| 12           | Хіді Іслі                          | 15 жовтня 1980    | Албанія  | 9        | 17п      |
| Захисники    |                                    |                   |          |          |          |
| 2            | Андрієнко Денис Андрійович         | 12 квітня 1980    | Україна  | 5        | 1        |
| 76           | Грановський Олександр Анатолійович | 11 березня 1976   | Україна  | 1        | 0        |
| 6            | Допілка Олег Васильович            | 12 березня 1986   | Україна  | 7        | 0        |
| 25           | Жданов Олександр Миколайович       | 27 травня 1984    | Україна  | 28       | 0        |
| 15           | Карпенко Сергій Васильович         | 19 травня 1981    | Україна  | 11       | 0        |
| 5            | Комарницький Віталій Станіславович | 2 серпня 1981     | Україна  | 11       | 0        |
| 44           | Лисицький Віталій Сергійович       | 16 квітня 1982    | Україна  | 14       | 0        |
| 42           | Сілагайліс Артурс                  | 3 травня 1987     | Латвія   | 1        | 0        |
| 3            | Сердюк Вячеслав Олександрович      | 28 січня 1985     | Україна  | 26       | 0        |
| Півзахисники |                                    |                   |          |          |          |
| 28           | Івашкевічюс Кестутіс               | 17 квітня 1985    | Литва    | 13       | 0        |
| 16           | Аголлі Ансі                        | 11 жовтня 1982    | Албанія  | 13       | 0        |
| 23           | Бартуловіч Младен                  | 5 жовтня 1986     | Хорватія | 27       | 7        |
| 21           | Богомазов Андрій Юрійович          | 15 липня 1989     | Україна  | 9        | 0        |
| 81           | Булку Ервін                        | 3 березня 1981    | Албанія  | 14       | 0        |
| 17           | Биликбаші Доріан                   | 8 серпня 1980     | Албанія  | 15       | 1        |
| 9            | Воробей Дмитро Сергійович          | 10 травня 1985    | Україна  | 6        | 1        |
| 4            | Даниловський Сергій Юрійович       | 20 серпня 1981    | Україна  | 8        | 0        |
| 27           | Кіцута Анатолій Вікторович         | 22 грудня 1985    | Україна  | 14       | 1        |
| 19           | Кобахідзе Александер               | 11 лютого 1987    | Грузія   | 23       | 0        |
| 10           | Костишин Руслан Володимирович      | 8 січня 1977      | Україна  | 12       | 0        |
| 88           | Льопа Дмитро Сергійович            | 23 листопада 1988 | Україна  | 12       | 3        |
| 30           | Максимов Олександр Олександрович   | 13 лютого 1985    | Україна  | 25       | 3        |
| 7            | Морозюк Микола Миколайович         | 17 січня 1988     | Україна  | 12       | 2        |
| 7            | Оберемко Андрій Олександрович      | 18 березня 1984   | Україна  | 6        | 0        |
| 29           | Опря Анатолій Олександрович        | 25 листопада 1977 | Україна  | 4        | 0        |
| 14           | Свиридов Платон Миколайович        | 20 листопада 1986 | Україна  | 4        | 0        |
| 37           | Федорчук Валерій Юрійович          | 5 жовтня 1988     | Україна  | 10       | 1        |
| Нападники    |                                    |                   |          |          |          |
| 8            | Варанков Андрей Мікалаєвіч         | 8 лютого 1989     | Білорусь | 13       | 5        |
| 11           | Каракевич Роман Васильович         | 13 листопада 1981 | Україна  | 7        | 3        |
| 18           | Місько Павло Анатолійович          | 12 лютого 1990    | Україна  | 1        | 0        |
| 8            | Мелащенко Олександр Петрович       | 13 грудня 1978    | Україна  | 6        | 0        |
| 20           | Мотуз Сергій Сергійович            | 6 липня 1982      | Україна  | 7        | 2        |
| 22           | Штурко Юрій Юрійович               | 8 жовтня 1984     | Україна  | 17       | 1        |

## «Металіст» (Харків)
Головний тренер: Мирон Маркевич
| №            | Футболіст                            | Дата народження   | Країна      | Ігри     | Голи     |
| Воротарі     | Воротарі                             | Воротарі          | Воротарі    | Воротарі | Воротарі |
| ------------ | ------------------------------------ | ----------------- | ----------- | -------- | -------- |
| 23           | Бажан Ігор Миколайович               | 2 грудня 1981     | Україна     | 4        | 7п       |
| 29           | Горяінов Олександр Сергійович        | 29 червня 1975    | Україна     | 26       | 16п      |
| Захисники    |                                      |                   |             |          |          |
| 4            | Березовчук Андрій Володимирович      | 16 квітня 1981    | Україна     | 11       | 0        |
| 37           | Бордіян Віталі                       | 11 серпня 1984    | Молдова     | 22       | 0        |
| 27           | Майдана Джонатан Рамон               | 29 липня 1985     | Аргентина   | 14       | 0        |
| 22           | Обрадовіч Мілан                      | 3 серпня 1977     | Сербія      | 26       | 1        |
| 30           | Папа Гуйе                            | 7 червня 1984     | Сенегал     | 30       | 2        |
| 17           | Пшеничних Сергій Миколайович         | 19 листопада 1981 | Україна     | 12       | 0        |
| 15           | Перейра де Сантан Вінісіус Апаресідо | 3 листопада 1983  | Бразилія    | 8        | 2        |
| Півзахисники |                                      |                   |             |          |          |
| 19           | Барилко Сергій Володимирович         | 5 січня 1987      | Україна     | 4        | 0        |
| 16           | Марцін Буркхардт                     | 25 вересня 1983   | Польща      | 7        | 0        |
| 7            | Валяєв Сергій Валентинович           | 16 вересня 1978   | Україна     | 28       | 2        |
| 6            | Ганчаржик Северин Даніель            | 22 листопада 1981 | Польща      | 1        | 0        |
| 33           | Девіч Марко                          | 27 жовтня 1983    | Україна     | 20       | 8        |
| 8            | Де Ласерда Апаресіда Едмар           | 16 червня 1980    | Бразилія    | 26       | 3        |
| 11           | Олійник Денис Вікторович             | 16 червня 1987    | Україна     | 29       | 9        |
| 20           | Поступаленко Антон Андрійович        | 28 серпня 1988    | Україна     | 2        | 0        |
| 77           | Путівцев Артем Олександрович         | 29 серпня 1988    | Україна     | 6        | 0        |
| 25           | Рикун Олександр Валерійович          | 6 травня 1978     | Україна     | 18       | 1        |
| 3            | Селін Євген Сергійович               | 9 травня 1988     | Україна     | 6        | 0        |
| 9            | Слюсар Валентин Васильович           | 15 вересня 1977   | Україна     | 19       | 1        |
| 88           | Тришович Александар                  | 25 листопада 1983 | Сербія      | 2        | 0        |
| 15           | Фредес Ернан Даніель                 | 27 березня 1987   | Аргентина   | 4        | 0        |
| 5            | Шелаєв Олег Миколайович              | 5 листопада 1976  | Україна     | 26       | 0        |
| Нападники    |                                      |                   |             |          |          |
| 10           | Єрьоменко Олексій Олексійович        | 24 березня 1983   | Фінляндія   | 10       | 0        |
| 69           | Антонов Олексій Геннадійович         | 8 травня 1986     | Україна     | 7        | 1        |
| 50           | Авеліно Коельо Джексон               | 28 лютого 1986    | Бразилія    | 25       | 16       |
| 26           | Зезе Венанс                          | 17 червня 1981    | Кот-д'Івуар | 9        | 1        |
| 14           | Лисенко Володимир Володимирович      | 20 квітня 1988    | Україна     | 14       | 1        |

## «Металург» (Донецьк)
Головний тренер: Ніколай Костов
| №            | Футболіст                      | Дата народження   | Країна     | Ігри     | Голи     |
| Воротарі     | Воротарі                       | Воротарі          | Воротарі   | Воротарі | Воротарі |
| ------------ | ------------------------------ | ----------------- | ---------- | -------- | -------- |
| 31           | Воробйов Дмитро Олександрович  | 27 серпня 1977    | Україна    | 4        | 3п       |
| 66           | Дішленкович Владімір           | 2 липня 1981      | Україна    | 20       | 23п      |
| 1            | Непогодов Дмитро Михайлович    | 17 лютого 1988    | Україна    | 2        | 3п       |
| 35           | Шуст Богдан Романович          | 4 березня 1986    | Україна    | 5        | 4п       |
| Захисники    |                                |                   |            |          |          |
| 5            | Білозор Сергій Володимирович   | 15 липня 1979     | Україна    | 6        | 0        |
| 88           | Боавентура Вільям Клейт        | 14 лютого 1980    | Бразилія   | 13       | 0        |
| 14           | Воловик Олександр Ігорович     | 28 жовтня 1985    | Україна    | 29       | 0        |
| 27           | Дос Сантос Госалвеш Жоао Педро | 15 квітня 1982    | Португалія | 10       | 1        |
| 3            | Коротецький Ігор Олександрович | 13 вересня 1987   | Україна    | 14       | 0        |
| 28           | Леал Ногуейра Маріо Сержіо     | 28 липня 1981     | Португалія | 29       | 2        |
| 44           | Прийма Василь Миронович        | 10 червня 1991    | Україна    | 24       | 0        |
| 6            | Мендес Морейра Жуліо Сезар     | 19 лютого 1983    | Україна    | 2        | 0        |
| 4            | Чечер Вячеслав Леонідович      | 15 грудня 1980    | Україна    | 25       | 1        |
| Півзахисники |                                |                   |            |          |          |
| 6            | Аракелян Арарат                | 1 лютого 1984     | Вірменія   | 3        | 0        |
| 23           | Годін Олексій Вячеславович     | 2 лютого 1983     | Україна    | 21       | 2        |
| 18           | Дімітров Велізар Костадінов    | 13 квітня 1979    | Болгарія   | 23       | 7        |
| 33           | Даниловський Сергій Юрійович   | 20 серпня 1981    | Україна    | 8        | 0        |
| 11           | Дашян Артак                    | 20 листопада 1989 | Вірменія   | 4        | 0        |
| 39           | Еке Санні Кінгслі              | 9 вересня 1981    | Нігерія    | 28       | 2        |
| 9            | Лазіч Джордже                  | 18 червня 1983    | Сербія     | 23       | 1        |
| 20           | Макрідіс Константінос          | 13 січня 1982     | Кіпр       | 5        | 0        |
| 17           | Соарес да Сільва Філ Жозе      | 27 липня 1983     | Бразилія   | 14       | 2        |
| 8            | Ткаченко Сергій Вікторович     | 10 лютого 1979    | Україна    | 5        | 0        |
| 47           | Де Матос Перейра Фабіо         | 26 лютого 1982    | Бразилія   | 7        | 0        |
| 10           | Янков Чавдар Кірілов           | 29 березня 1984   | Болгарія   | 13       | 0        |
| Нападники    |                                |                   |            |          |          |
| 46           | Іванко Віталій Миколайович     | 9 квітня 1992     | Україна    | 2        | 0        |
| 7            | Мгуні Мусавенкосі              | 5 квітня 1983     | Зімбабве   | 21       | 6        |
| 22           | Мхітарян Генріх Гамлетович     | 21 січня 1989     | Вірменія   | 29       | 9        |
| 15           | Чіпріан Йон Тенасе             | 2 лютого 1981     | Румунія    | 19       | 7        |
| 89           | Шищенко Сергій Юрійович        | 13 січня 1976     | Україна    | 10       | 1        |

## «Металург» (Запоріжжя)
Головні тренери: Олег Лутков (2009), Володимир Ходус (2009), Роман Григорчук (2009, 2010)
| №            | Футболіст                        | Дата народження   | Країна         | Ігри     | Голи     |
| Воротарі     | Воротарі                         | Воротарі          | Воротарі       | Воротарі | Воротарі |
| ------------ | -------------------------------- | ----------------- | -------------- | -------- | -------- |
| 24           | Безотосний Дмитро Олександрович  | 15 листопада 1983 | Україна        | 9        | 19п      |
| 35           | Жук Володимир Миколайович        | 30 травня 1986    | Україна        | 2        | 6п       |
| 1            | Коваль Максим Анатолійович       | 9 грудня 1992     | Україна        | 19       | 23п      |
| Захисники    |                                  |                   |                |          |          |
| 7            | Вернидуб Віталій Юрійович        | 17 жовтня 1987    | Україна        | 15       | 1        |
| 38           | Кривцов Сергій Андрійович        | 15 березня 1991   | Україна        | 22       | 2        |
| 3            | Невмивака Дмитро Васильович      | 19 березня 1984   | Україна        | 25       | 2        |
| 21           | Нестеров Андрій Вячеславович     | 2 липня 1990      | Україна        | 8        | 1        |
| 4            | Степаненко Тарас Миколайович     | 8 серпня 1989     | Україна        | 17       | 0        |
| 5            | Тейку Канган Адольф              | 23 червня 1990    | Камерун        | 25       | 2        |
| 20           | Цігарав Ян Аляксандравіч         | 10 березня 1984   | Білорусь       | 29       | 1        |
| Півзахисники |                                  |                   |                |          |          |
| 17           | Аржанов Володимир Олександрович  | 29 листопада 1985 | Україна        | 28       | 7        |
| 8            | Демченко Андрій Анатолійович     | 20 серпня 1976    | Україна        | 1        | 0        |
| 15           | Кім Пюнг Рае                     | 9 листопада 1987  | Південна Корея | 7        | 0        |
| 19           | Карауш Васіле                    | 6 серпня 1988     | Молдова        | 16       | 0        |
| 18           | Міцейка Даріус                   | 22 лютого 1983    | Литва          | 16       | 0        |
| 39           | Опанасенко Євген Володимирович   | 25 серпня 1990    | Україна        | 18       | 2        |
| 31           | Пісоцький Євген Валерійович      | 22 квітня 1987    | Україна        | 21       | 1        |
| 14           | Польовий Володимир Олександрович | 28 липня 1985     | Україна        | 26       | 1        |
| 32           | Рудика Сергій Олександрович      | 14 червня 1988    | Україна        | 4        | 1        |
| 44           | Сілюк Сергій Володимирович       | 5 червня 1985     | Україна        | 2        | 0        |
| 24           | Сидорчук Сергій Олександрович    | 2 травня 1991     | Україна        | 7        | 0        |
| Нападники    |                                  |                   |                |          |          |
| 16           | Алозі Міхаель Чіді               | 16 жовтня 1986    | Нігерія        | 24       | 6        |
| 11           | Білий Максим Іванович            | 27 квітня 1989    | Україна        | 1        | 0        |
| 9            | Бугайов Ігор Віталійович         | 26 червня 1984    | Молдова        | 3        | 0        |
| 10           | Калонас Міндаугас                | 28 лютого 1984    | Литва          | 12       | 0        |
| 30           | Каськов Артур Геннадійович       | 18 листопада 1991 | Україна        | 24       | 2        |
| 12           | Модебадзе Іраклі Іузайович       | 4 жовтня 1984     | Грузія         | 11       | 1        |
| 22           | Хван Хун Хі                      | 6 квітня 1987     | Південна Корея | 3        | 0        |
| 9            | Цигирлаш Ігор                    | 24 лютого 1984    | Молдова        | 13       | 0        |

## «Оболонь» (Київ)
Головні тренери: Юрій Максимов (2009), Сергій Ковалець (2010)
| №            | Футболіст                        | Дата народження  | Країна   | Ігри     | Голи     |
| Воротарі     | Воротарі                         | Воротарі         | Воротарі | Воротарі | Воротарі |
| ------------ | -------------------------------- | ---------------- | -------- | -------- | -------- |
| 71           | Бойко Денис Олександрович        | 29 січня 1988    | Україна  | 15       | 26п      |
| 1            | Рибка Олександр Євгенійович      | 10 квітня 1987   | Україна  | 7        | 11п      |
| 42           | Товт Андрій Володимирович        | 12 березня 1985  | Україна  | 9        | 13п      |
| Захисники    |                                  |                  |          |          |          |
| 24           | Васільєв Денис Олександрович     | 8 травня 1987    | Україна  | 17       | 0        |
| 28           | Зарічнюк Євген Миколайович       | 3 лютого 1989    | Україна  | 4        | 0        |
| 27           | Карамушка Олег Олександрович     | 30 квітня 1984   | Україна  | 5        | 0        |
| 3            | Кармаліта Євген Олегович         | 12 квітня 1983   | Україна  | 1        | 0        |
| 6            | Клименко Олександр Віталійович   | 11 лютого 1982   | Україна  | 6        | 0        |
| 44           | Конюшенко Андрій Вікторович      | 2 квітня 1977    | Україна  | 20       | 2        |
| 3            | Кутас Павло Віталійович          | 3 вересня 1982   | Україна  | 3        | 0        |
| 5            | Лень Іван Анатолійович           | 25 липня 1982    | Україна  | 13       | 0        |
| 7            | Лозінський Євгеній Петрович      | 7 лютого 1982    | Україна  | 26       | 1        |
| 19           | Олефір Володимир Андрійович      | 26 лютого 1980   | Україна  | 3        | 0        |
| 57           | Путраш Юрій Володимирович        | 29 січня 1990    | Україна  | 3        | 0        |
| 50           | Фартушняк Андрій Петрович        | 24 березня 1989  | Україна  | 7        | 0        |
| 13           | Яворський Сергій Олександрович   | 5 липня 1989     | Україна  | 25       | 2        |
| Півзахисники |                                  |                  |          |          |          |
| 88           | Валєєв Рінар Салаватович         | 22 серпня 1987   | Україна  | 28       | 1        |
| 27           | Кіцута Анатолій Вікторович       | 22 грудня 1985   | Україна  | 14       | 0        |
| 26           | Карабаєв Дмитро Володимирович    | 17 серпня 1990   | Україна  | 1        | 0        |
| 23           | Комльонок Віктор Миколайович     | 23 лютого 1979   | Молдова  | 11       | 0        |
| 49           | Котенко Іван Петрович            | 28 квітня 1985   | Україна  | 11       | 1        |
| 22           | Куценко Валерій Вікторович       | 2 листопада 1986 | Україна  | 24       | 5        |
| 2            | Мірошниченко Артем Володимирович | 9 листопада 1978 | Україна  | 22       | 1        |
| 25           | Мазуренко Олег Миколайович       | 8 листопада 1977 | Україна  | 11       | 0        |
| 14           | Малиш Ігор Анатолійович          | 15 липня 1983    | Україна  | 4        | 1        |
| 11           | Морозюк Микола Миколайович       | 17 січня 1988    | Україна  | 14       | 0        |
| 32           | Пластун Ігор Володимирович       | 20 серпня 1990   | Україна  | 2        | 0        |
| 10           | Рожок Сергій Володимирович       | 25 квітня 1985   | Україна  | 24       | 3        |
| 8            | Сібіряков Сергій Олександрович   | 1 січня 1982     | Україна  | 22       | 0        |
| 14           | Трусевич Максим Павлович         | 1 серпня 1985    | Україна  | 5        | 0        |
| Нападники    |                                  |                  |          |          |          |
| 20           | Іващенко Олександр Володимирович | 19 лютого 1985   | Україна  | 18       | 1        |
| 33           | Антоненко Олександр Сергійович   | 29 грудня 1978   | Україна  | 6        | 1        |
| 17           | Бондаренко Олександр Ігорович    | 28 липня 1989    | Україна  | 4        | 0        |
| 80           | Варанков Андрей Мікалаєвіч       | 8 лютого 1989    | Білорусь | 14       | 5        |
| 9            | Онисько Павло Степанович         | 12 липня 1979    | Україна  | 12       | 1        |
| 4            | Рябий Руслан Валентинович        | 1 березня 1991   | Україна  | 2        | 0        |
| 59           | Шевчук Антон Юрійович            | 8 лютого 1990    | Україна  | 1        | 0        |

## «Таврія» (Сімферополь)
Головний тренер: Сергій Пучков
| №            | Футболіст                             | Дата народження   | Країна   | Ігри     | Голи     |
| Воротарі     | Воротарі                              | Воротарі          | Воротарі | Воротарі | Воротарі |
| ------------ | ------------------------------------- | ----------------- | -------- | -------- | -------- |
| 25           | Деонас(Винокуров) Вадим Володимирович | 25 липня 1975     | Україна  | 6        | 12п      |
| 1            | Старцев Максим Олександрович          | 20 січня 1980     | Україна  | 16       | 15п      |
| 12           | Стойко Дмитро Вікторович              | 3 лютого 1975     | Україна  | 11       | 11п      |
| Захисники    |                                       |                   |          |          |          |
| 3            | Буряк Ігор Васильович                 | 12 січня 1983     | Україна  | 1        | 0        |
| 6            | Джурічіч Саша                         | 1 серпня 1979     | Хорватія | 28       | 0        |
| 4            | Донець Андрій Анатолійович            | 3 січня 1981      | Україна  | 1        | 0        |
| 3            | Зелді Сергій Володимирович            | 13 червня 1986    | Україна  | 3        | 0        |
| 33           | Карамушка Олег Олександрович          | 30 квітня 1984    | Україна  | 3        | 0        |
| 5            | Марковіч Слободан                     | 9 листопада 1978  | Сербія   | 27       | 3        |
| 11           | Монахов Антон Олександрович           | 31 січня 1982     | Україна  | 29       | 2        |
| 4            | Свідерський Вячеслав Михайлович       | 1 січня 1979      | Україна  | 2        | 0        |
| Півзахисники |                                       |                   |          |          |          |
| 19           | Галюза Ілля Сергійович                | 16 листопада 1979 | Україна  | 25       | 2        |
| 27           | Голайдо Денис Олександрович           | 3 червня 1984     | Україна  | 28       | 1        |
| 13           | Зборовський Андрій Олегович           | 25 лютого 1986    | Україна  | 10       | 0        |
| 18           | Йокшас Андрюс                         | 12 січня 1979     | Литва    | 2        | 0        |
| 8            | Корнєв Андрій Володимирович           | 1 листопада 1978  | Україна  | 27       | 0        |
| 15           | Луценко Євген Валентинович            | 10 листопада 1980 | Україна  | 27       | 1        |
| 22           | Любенович Желько                      | 9 липня 1981      | Сербія   | 29       | 5        |
| 18           | Матяж Іван Сергійович                 | 15 лютого 1988    | Україна  | 9        | 1        |
| 21           | Сирота Максим Олександрович           | 27 липня 1987     | Україна  | 4        | 0        |
| 7            | Хайдучек Павел                        | 17 травня 1982    | Польща   | 3        | 0        |
| Нападники    |                                       |                   |          |          |          |
| 10           | Ідахор Ісі Лаки                       | 30 серпня 1980    | Нігерія  | 25       | 5        |
| 29           | Бобаль Матвій Матвійович              | 27 травня 1984    | Україна  | 1        | 0        |
| 20           | Гігіадзе Васіл                        | 3 червня 1977     | Грузія   | 28       | 3        |
| 9            | Ковпак Олександр Олександрович        | 2 лютого 1983     | Україна  | 25       | 8        |
| 24           | Платон Руслан Сергійович              | 12 січня 1982     | Україна  | 21       | 2        |
| 28           | Фещук Максим Ігорович                 | 25 листопада 1985 | Україна  | 19       | 4        |

## «Чорноморець» (Одеса)
Головні тренери: Віктор Гришко (2009), Ігор Наконечний (2009), Андрій Баль (2009-2010)
| №            | Футболіст                         | Дата народження   | Країна     | Ігри     | Голи     |
| Воротарі     | Воротарі                          | Воротарі          | Воротарі   | Воротарі | Воротарі |
| ------------ | --------------------------------- | ----------------- | ---------- | -------- | -------- |
| 44           | Паст Євген Сергійович             | 16 березня 1988   | Україна    | 12       | 19п      |
| 1            | Руденко Віталій Миколайович       | 26 січня 1981     | Україна    | 11       | 12п      |
| 12           | Ширяєв Євген Юрійович             | 22 лютого 1984    | Україна    | 7        | 13п      |
| Захисники    |                                   |                   |            |          |          |
| 36           | Бідний Єгор Павлович              | 27 червня 1988    | Україна    | 2        | 0        |
| 13           | Білецький Максим Андрійович       | 7 січня 1980      | Україна    | 11       | 0        |
| 55           | Бабич Олександр Олександрович     | 15 лютого 1979    | Україна    | 3        | 0        |
| 26           | Бочкур Роман Романович            | 27 серпня 1987    | Україна    | 1        | 0        |
| 15           | Ващук Владислав Вікторович        | 2 січня 1975      | Україна    | 22       | 2        |
| 37           | Гришко Дмитро Сергійович          | 2 грудня 1985     | Україна    | 28       | 1        |
| 6            | Де Матос Круз Леонардо            | 2 квітня 1986     | Бразилія   | 13       | 0        |
| 20           | Максимюк Роман Васильович         | 14 червня 1974    | Україна    | 2        | 0        |
| 43           | Мельник Сергій Анатолійович       | 4 вересня 1988    | Україна    | 3        | 0        |
| 33           | Пономарьов Олександр Владіміровіч | 25 січня 1986     | Росія      | 5        | 0        |
| 2            | Федорів Володимир Миколайович     | 29 липня 1985     | Україна    | 18       | 0        |
| 5            | Шандрук Олег Миколайович          | 30 січня 1983     | Україна    | 27       | 2        |
| 24           | Яценко Олександр Іванович         | 24 лютого 1985    | Україна    | 6        | 0        |
| Півзахисники |                                   |                   |            |          |          |
| 4            | Бідненко Руслан Михайлович        | 20 липня 1981     | Україна    | 11       | 0        |
| 8            | Бондаренко Володимир Петрович     | 6 липня 1981      | Україна    | 21       | 0        |
| 30           | Васкез Майдана Родріго Себастьян  | 4 листопада 1980  | Уругвай    | 9        | 1        |
| 35           | Владов Дмитро Михайлович          | 12 березня 1990   | Україна    | 3        | 0        |
| 20           | Гуменюк Олег Анатолійович         | 3 травня 1983     | Україна    | 1        | 0        |
| 70           | Пінедо Забала Густаво             | 18 лютого 1988    | Болівія    | 8        | 1        |
| 7            | Касьянов Артем Андрійович         | 20 квітня 1983    | Україна    | 2        | 0        |
| 11           | Колесніченко Владімірс            | 4 травня 1980     | Латвія     | 7        | 0        |
| 18           | Сауседо Гуардіа Маурісіо          | 14 серпня 1985    | Болівія    | 13       | 3        |
| 79           | Мельо Сільвейра Альваро Алехандро | 13 травня 1979    | Уругвай    | 5        | 0        |
| 3            | Мельник Віктор Володимирович      | 11 серпня 1980    | Україна    | 16       | 1        |
| 11           | Нудний Сергій Вікторович          | 6 жовтня 1980     | Україна    | 3        | 0        |
| 6            | Райчевіч Мірко                    | 22 березня 1982   | Чорногорія | 6        | 1        |
| 28           | Ребенок Павло Вікторович          | 23 липня 1985     | Україна    | 28       | 2        |
| 16           | Якименко Олександр Валерійович    | 5 вересня 1988    | Україна    | 9        | 0        |
| Нападники    |                                   |                   |            |          |          |
| 7            | Балашов Віталій Юрійович          | 7 лютого 1991     | Україна    | 24       | 4        |
| 39           | Васін Денис Геннадійович          | 4 березня 1989    | Україна    | 7        | 0        |
| 19           | Діденко Анатолій Олександрович    | 9 червня 1982     | Україна    | 24       | 2        |
| 10           | Косирін Олександр Михайлович      | 18 червня 1977    | Україна    | 6        | 0        |
| 9            | Левига Руслан Іванович            | 31 січня 1983     | Україна    | 29       | 0        |
| 23           | Міна Вільялба Аррінтон Нарцісо    | 25 листопада 1982 | Україна    | 11       | 0        |

## «Шахтар» (Донецьк)
Головний тренер: Мірча Луческу
| №            | Футболіст                        | Дата народження  | Країна   | Ігри     | Голи     |
| Воротарі     | Воротарі                         | Воротарі         | Воротарі | Воротарі | Воротарі |
| ------------ | -------------------------------- | ---------------- | -------- | -------- | -------- |
| 30           | Пятов Андрій Валерійович         | 28 червня 1984   | Україна  | 27       | 14п      |
| 12           | Худжамов Рустам Махмудкулович    | 5 жовтня 1982    | Україна  | 3        | 4п       |
| Захисники    |                                  |                  |          |          |          |
| 32           | Іщенко Микола Анатолійович       | 9 березня 1983   | Україна  | 12       | 0        |
| 5            | Кучер Олександр Миколайович      | 22 жовтня 1982   | Україна  | 14       | 1        |
| 18           | Левандовскі Маріуш               | 18 травня 1979   | Польща   | 14       | 2        |
| 26           | Рац Дінча Разван                 | 26 травня 1981   | Румунія  | 18       | 1        |
| 27           | Чигринський Дмитро Анатолійович  | 7 листопада 1986 | Україна  | 4        | 0        |
| 36           | Чижов Олександр Олександрович    | 10 серпня 1986   | Україна  | 9        | 0        |
| 13           | Шевчук В'ячеслав Анатолійович    | 13 травня 1979   | Україна  | 6        | 0        |
| Півзахисники |                                  |                  |          |          |          |
| 11           | Перейра Діас Жуніор Ілсон        | 12 жовтня 1985   | Бразилія | 23       | 4        |
| 29           | Тейшейра Сантос Алекс            | 6 січня 1990     | Бразилія | 3        | 0        |
| 22           | Боржес да Сільва Вілліан         | 9 серпня 1988    | Бразилія | 22       | 5        |
| 90           | Віценець Віталій Володимирович   | 3 серпня 1990    | Україна  | 2        | 0        |
| 19           | Гай Олексій Анатолійович         | 6 листопада 1982 | Україна  | 13       | 1        |
| 20           | Коста де Соуза Дуглас            | 14 вересня 1990  | Бразилія | 13       | 5        |
| 4            | Дуляй Ігор                       | 29 жовтня 1979   | Сербія   | 14       | 0        |
| 8            | Родрігес да Сільва Жадсон        | 5 жовтня 1983    | Бразилія | 26       | 9        |
| 14           | Кобін Василь Васильович          | 24 травня 1985   | Україна  | 24       | 1        |
| 23           | Кравченко Костянтин Сергійович   | 24 вересня 1986  | Україна  | 11       | 7        |
| 28           | Полянський Олексій Володимирович | 12 квітня 1986   | Україна  | 4        | 1        |
| 44           | Ракіцький Ярослав Володимирович  | 3 серпня 1989    | Україна  | 24       | 0        |
| 33           | Срна Дарійо                      | 1 травня 1982    | Хорватія | 26       | 2        |
| 7            | Роза Фернандо Луіз               | 4 травня 1985    | Бразилія | 24       | 4        |
| 3            | Хюбшман Томаш                    | 4 вересня 1981   | Чехія    | 18       | 0        |
| Нападники    |                                  |                  |          |          |          |
| 77           | Агахова Джуліус                  | 12 лютого 1982   | Нігерія  | 9        | 1        |
| 17           | Соуза да Сільва Луіс Адріано     | 12 квітня 1987   | Бразилія | 23       | 11       |
| 21           | Гладкий Олександр Миколайович    | 24 серпня 1987   | Україна  | 22       | 6        |
| 24           | Фомін Руслан Миколайович         | 2 березня 1986   | Україна  | 12       | 1        |